# Tropidophoxinellus alburnoides
Tropidophoxinellus alburnoides är en fiskart som först beskrevs av Franz Steindachner 1866.
Tropidophoxinellus alburnoides ingår i släktet Tropidophoxinellus och familjen karpfiskar. IUCN kategoriserar arten globalt som sårbar. Inga underarter finns listade i Catalogue of Life.